# Сигенобу (река)
Сигенобу (яп. 重信川 сигэнобугава) — река в Японии на острове Сикоку. Протекает по территории префектуры Эхиме.
Длина реки составляет 36 км, на территории её бассейна (445 км²) проживает около 244000 человек. Согласно японской классификации, Сигенобу является рекой первого класса.
Исток Сигенобу находится под горой Хигасисампогамори (東三方ヶ森, высотой 1233 м), на территории города Тоон. Река течёт на юг, потом в районе Йосихиса объединяется с Омотегавой (表川), поворачивает на запад и выходит на равнину Мацуяма. На равнине в неё впадают реки Хаиси (拝志川), Тобе (砥部川), Утикава (内川) и Исите (石手川), после чего она протекает через город Мацуяма и впадает в плёс Иё-Нада Внутреннего Японского моря.
Около 70 % бассейна реки занимают горы, около 20 % — сельскохозяйственные земли, около 10 % застроено.
Уклон реки в верховьях составляет около 1/10-1/65, в среднем течении — 1/110-1/210, в низовьях — 1/240-1/940.
В ХХ и XXI веках крупнейшие наводнения происходили в 1943, 1945, 1979 и 2001 годах. Во время наводнения 1943 года было затоплено более 12 тысяч домов.